# Maurizio Andolfi
Maurizio Andolfi, né le 28 novembre 1942 à Rome, est un pédopsychiatre italien, pionnier de la thérapie familiale en Europe.

## Biographie
Maurizio Andolfi naît le 28 novembre 1942 à Rome. Il se forme à la thérapie familiale aux États-Unis au début des années 1970 auprès de Nathan Ackerman, Salvador Minuchin, Jay Haley et Murray Bowen. À son retour en Italie, il participe à la fondation de l'institut de thérapie familiale de Rome en 1975, avec Carmine Saccu, Paolo Menghi et Anna Maria Nicolò,,. Maurizio Andolfi fait partie, avec Mara Selvini Palazzoli, des quelques psychiatres qui ont initié le développement de la thérapie familiale en Europe dans les années 1970,.
Il fait l'objet d'un documentaire, Teacher in the School of Life réalisé par Philip Belamusca en 2014,.

## Contribution
Maurizio Andolfi est reconnu comme étant l'un des pionniers de la thérapie familiale systémique en Europe. Après s'être focalisé sur les effets transformateurs de la crise familiale et sur les impacts que devait avoir la thérapie sur les interactions familiales ici-et-maintenant, Maurizio Andolfi s'est davantage intéressé aux problématiques multigénérationnelles.

## Publications
- La Thérapie avec la famille (1977 ; trad. fr. : ESF, 1982)[13]
- La Forteresse familiale : un modèle de clinique relationnelle (avec Claudio Angelo, Paolo Menghi et Anna-Maria Nicolò, 1982 ; trad. fr. : Dunod, 1985)
- Temps et mythe en psychothérapie familiale (avec Claudio Angelo, 1987 ; trad. fr. : ESF, 1990)
- La Création du système thérapeutique : l’École de thérapie familiale de Rome (co-dirigé avec A. Ackermans ; trad. fr. : ESF, 1987)
- La Thérapie racontée par les familles : un regard rétrospectif selon le modèle transgénérationnel (2001 ; trad. fr. : De Boeck, 2008)
- La Thérapie familiale multigénérationnelle : outils et ressources pour le thérapeute (2016 ; trad. fr. : De Boeck, 2018).